# 1,3-环己二甲胺
1,3-环己二甲胺或叫1,3-双(氨甲基)环己烷（简称1,3-BAC）是属于脂环族胺亚类的有机分子。其主要用途是作为环氧树脂固化剂。

## 生产
它已作为与1,4衍生物的混合物的一部分进行商业生产。其主要的制造方法是通过间苯二甲胺的催化氢化。

## 用途
像大多数胺一样，它可以用作环氧树脂固化剂。然而，氨基的存在也意味着它可以通过与异氰酸酯反应用于聚氨酯化学。在这种情况下，将生产聚脲。它也可以与光气反应生成异氰酸酯。

## 安全性
它具有腐蚀性，属于I类包装。 